# Șevcenka, Prîlukî
Șevcenka (în ucraineană Шевченка) este un sat în așezarea urbană Mala Divîțea din raionul Prîlukî, regiunea Cernihiv, Ucraina.

## Demografie
Componența lingvistică a localității Șevcenka
     Ucraineană (96,88%)
     Rusă (1,56%)
     Belarusă (1,56%)
Conform recensământului din 2001, majoritatea populației localității Șevcenka era vorbitoare de ucraineană (96,88%), existând în minoritate și vorbitori de rusă (1,56%) și belarusă (1,56%).